# فاندا

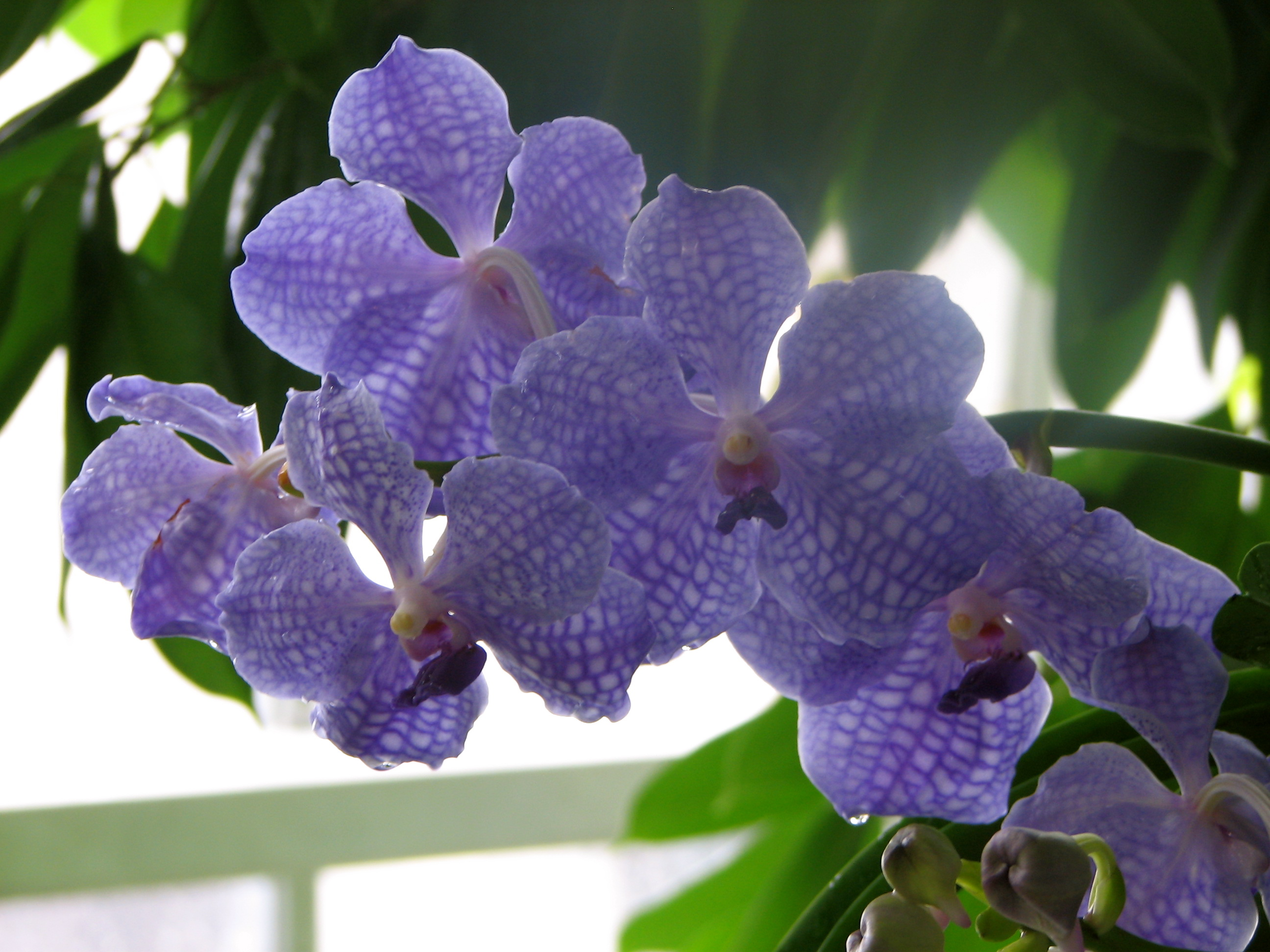
الفاندا

الفاندا أو سحلبية الهند (الاسم العلمي: Vanda) هي جنس من النباتات تتبع الفصيلة السحلبية من رتبة الهليونيات. نبتة معايشة توجد في الهند وجزر أوقيانوسيا، وهي سحلبية ذات أزهار كبيرة زرقاء أو بنية اللون.

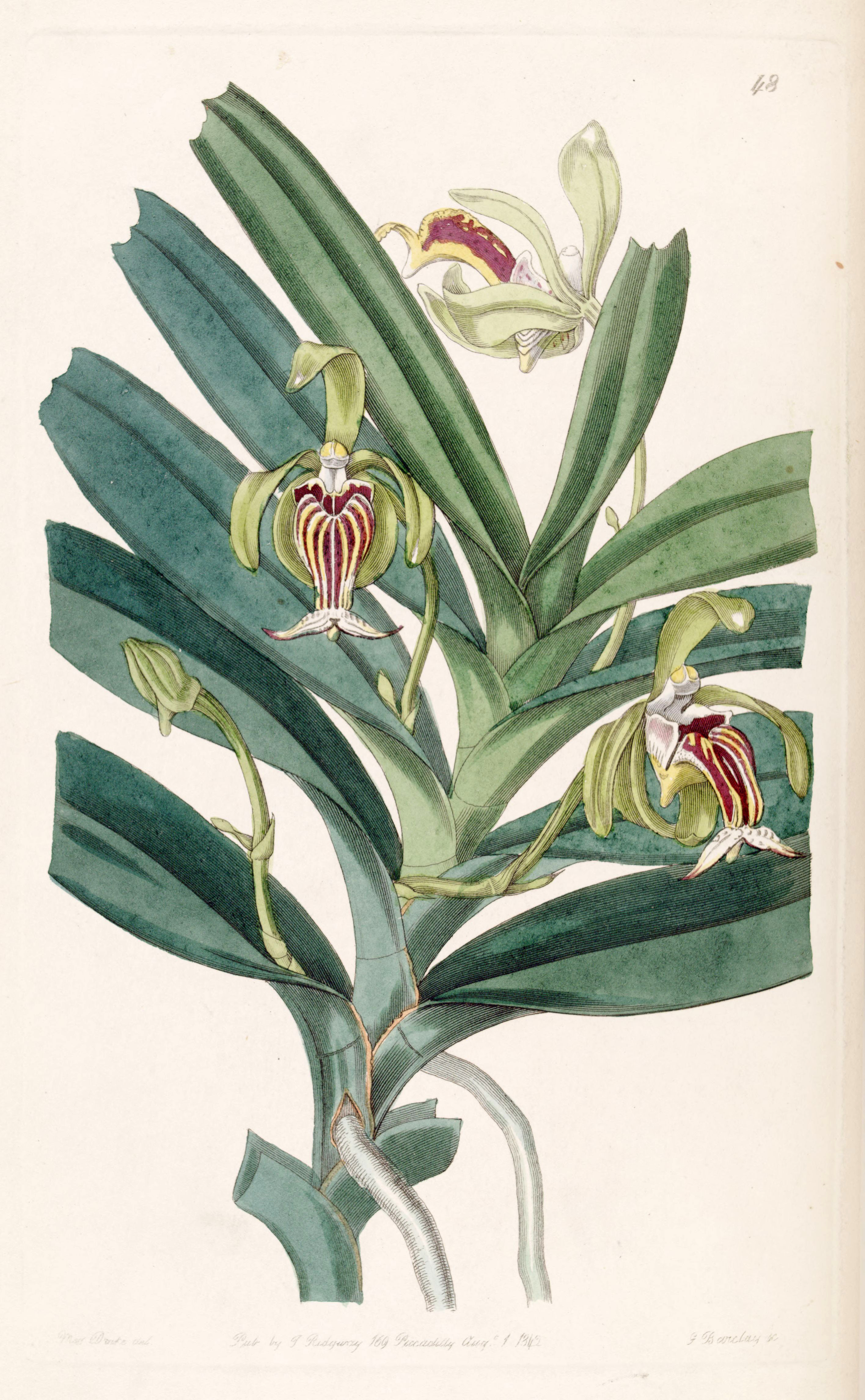
فاندا مقنزعة
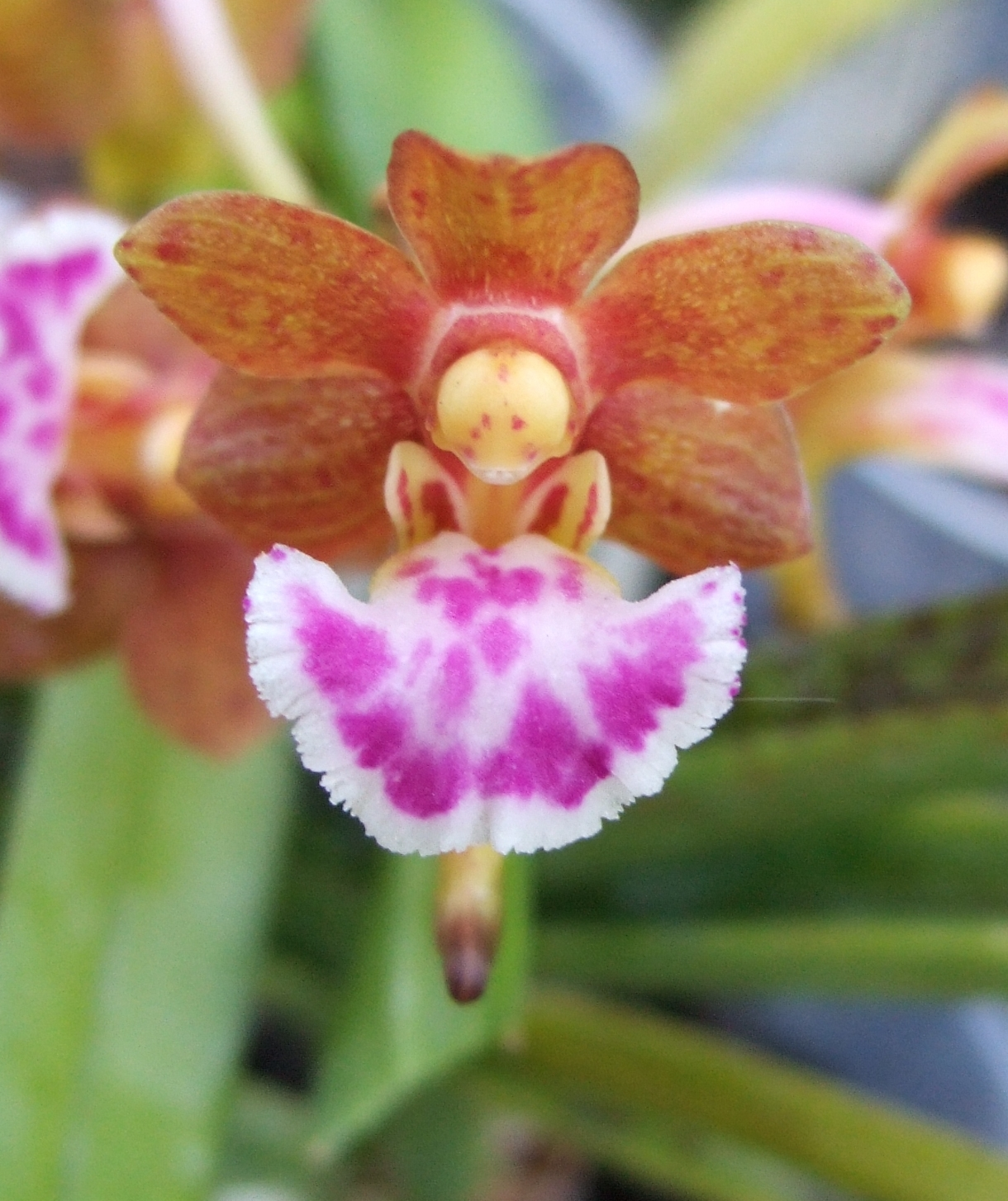
فاندا مروحية
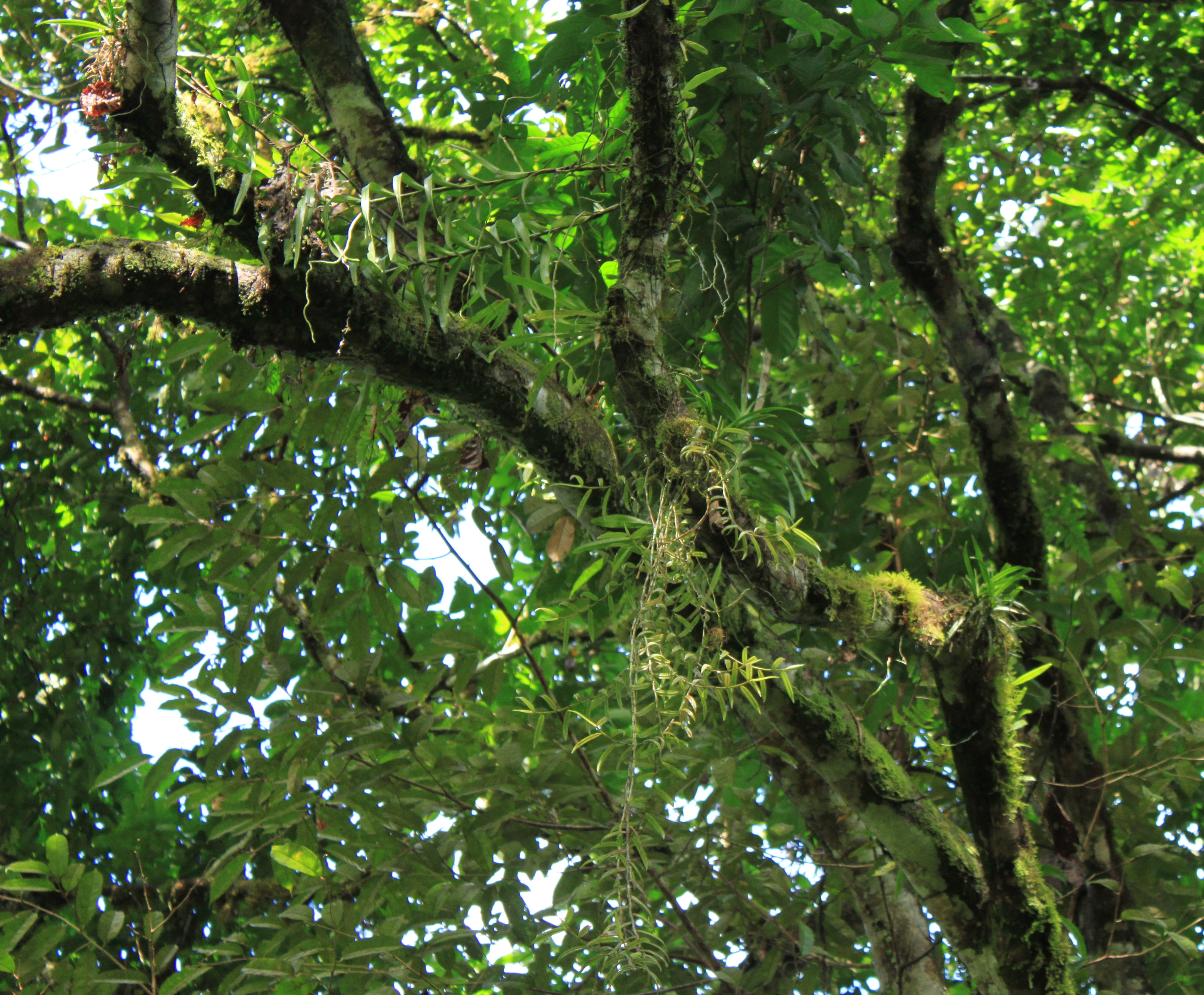
فاندا متسلقة
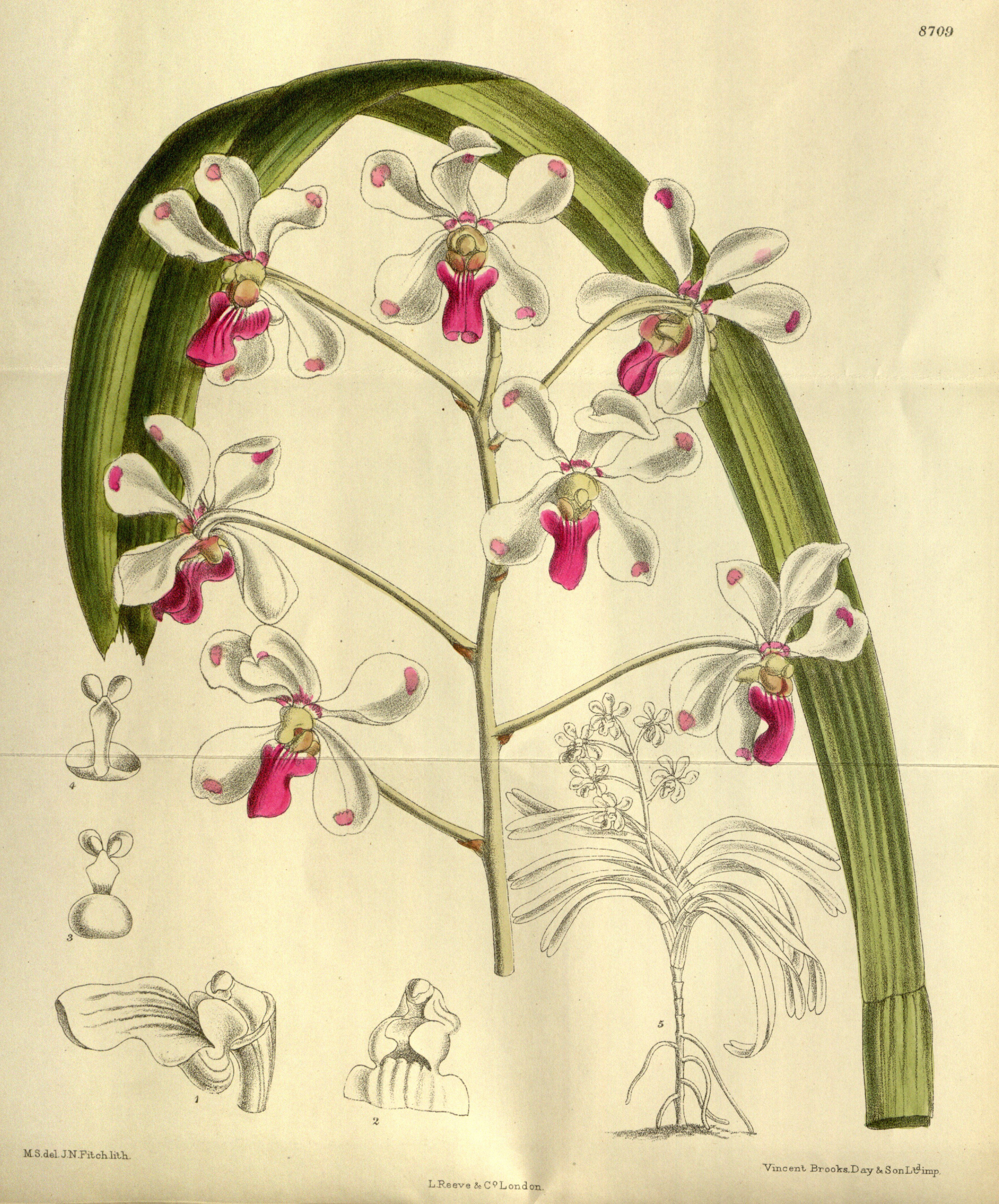
فاندا لوزونية
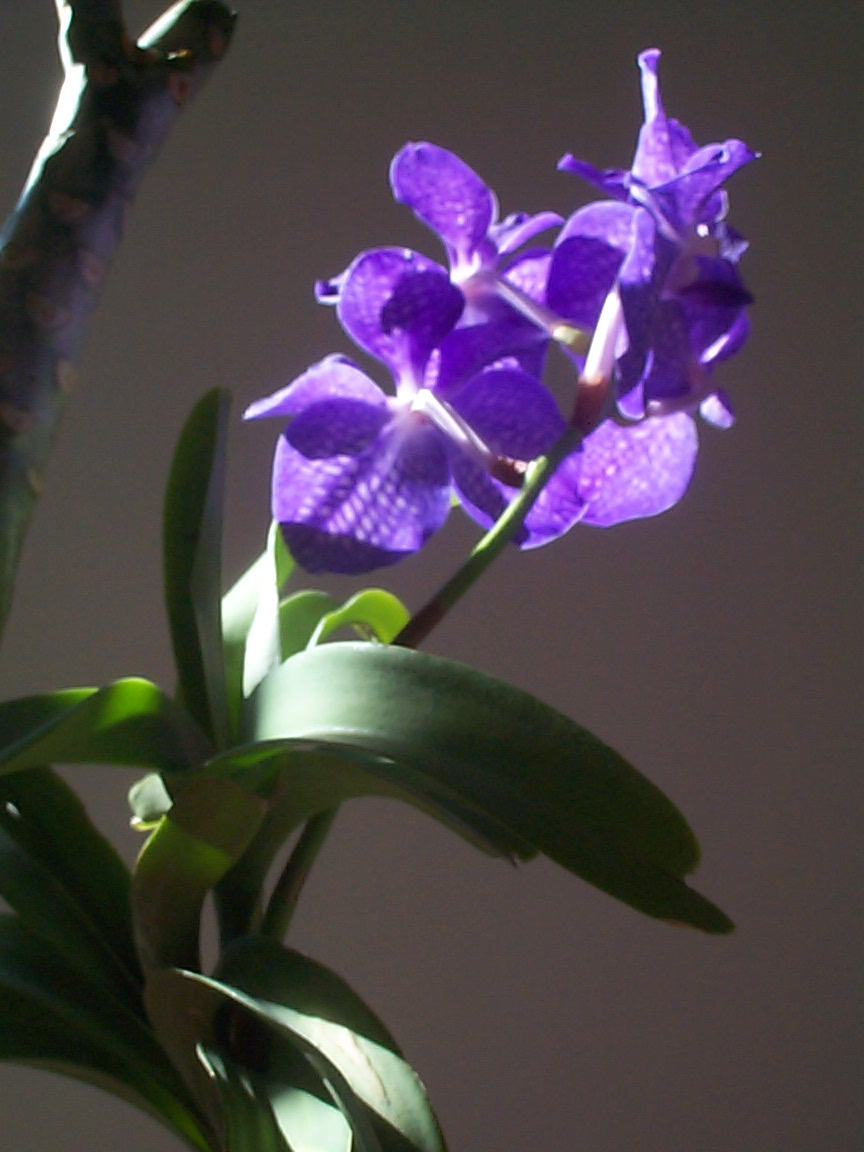
فاندا لازوردية
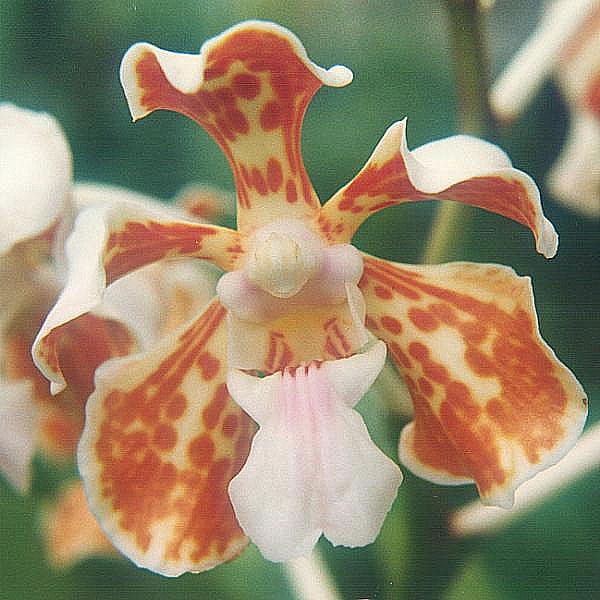
فاندا ثلاثية الألوان
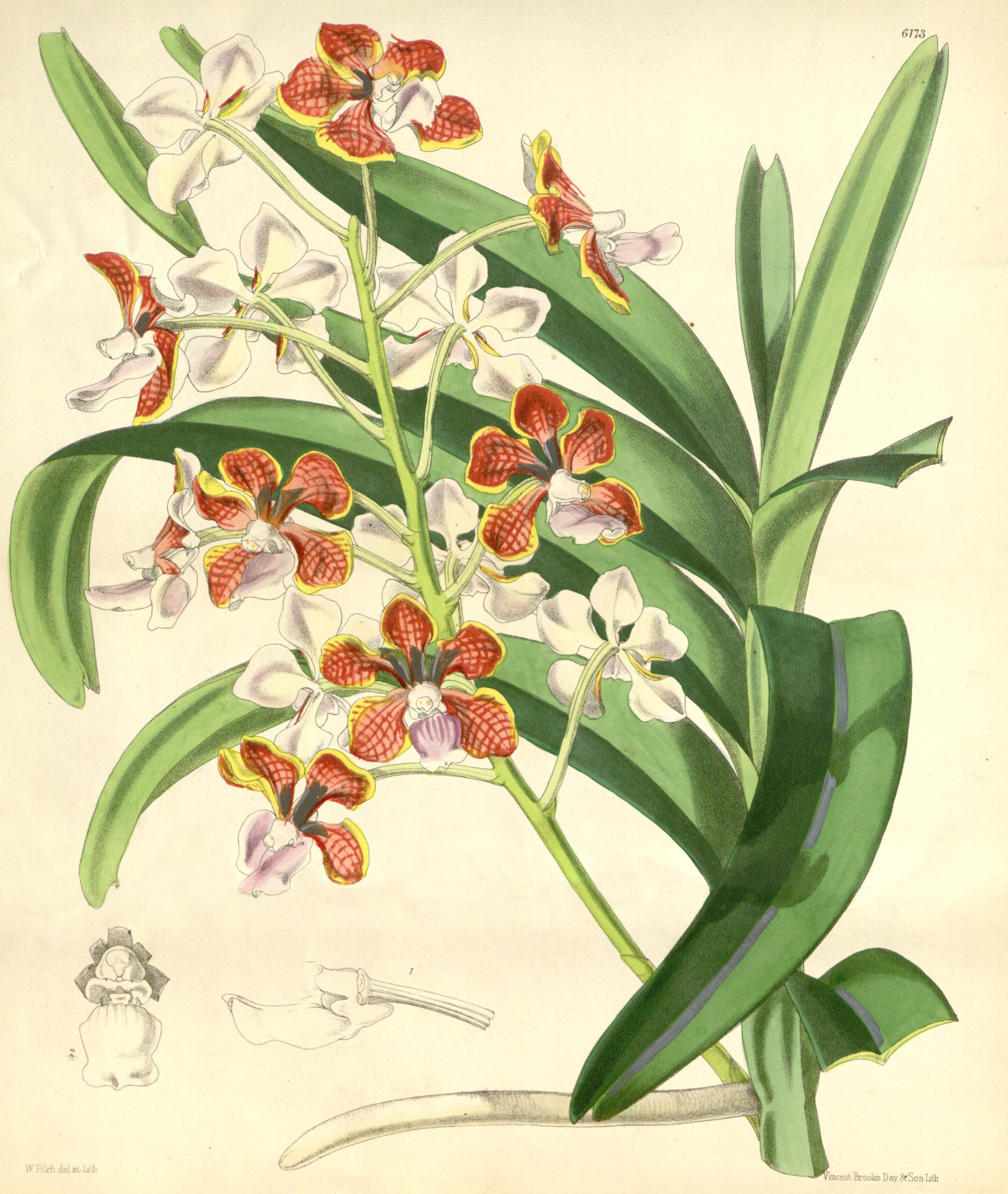
فاندا طرفية
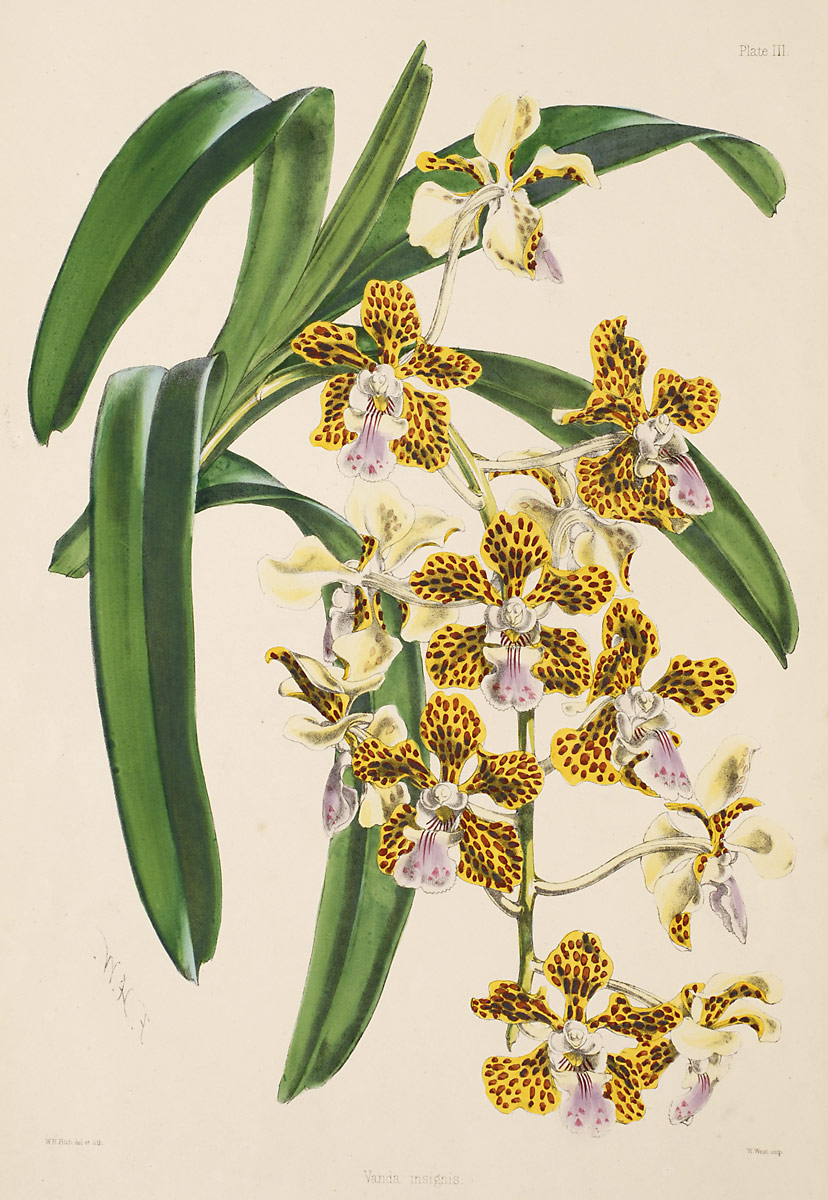
فاندا مميزة

## أنواع الفاندا
- فاندا طرفية
- فاندا لازوردية
- فاندا لوزونية
- فاندا متسلقة
- فاندا مروحية
- فاندا مقنزعة
- فاندا مميزة
- فاندا ألبية
- فاندا بنية
- فاندا ثلاثية الألوان
- فاندا ثنائية اللون
- فاندا جذابة
- فاندا زنبقية
- فاندا سولاوسية
- فاندا سومطرية
- فاندا غرفثية
- فاندا قزمية
- فاندا متساوية الألوان
- فاندا متقوسة
- فاندا محيرة
- فاندا مزرقة
- فاندا ملعقية
- فاندا منتنة
- فاندا منقطة
- فاندا ميريلية
- فاندا وايتية